# Laguna de Mar Chiquita (Buenos Aires)
Pour les articles homonymes, voir Laguna de Mar Chiquita et Mar Chiquita.

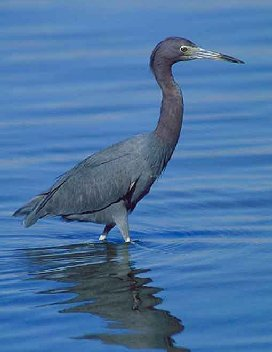
héron bleu

La Laguna de Mar Chiquita est une lagune littorale maritime d'Argentine appelée là-bas albufera. Elle est située au sein du partido de Mar Chiquita, à quelque 480 km au sud-est de Buenos Aires, province de Buenos Aires.
La lagune est une étendue allongée d'eau parallèle à l'Océan Atlantique dont elle est séparée par un cordon de hautes dunes. La lagune forme une véritable mer intérieure, ce qui explique son nom (petite mer). 

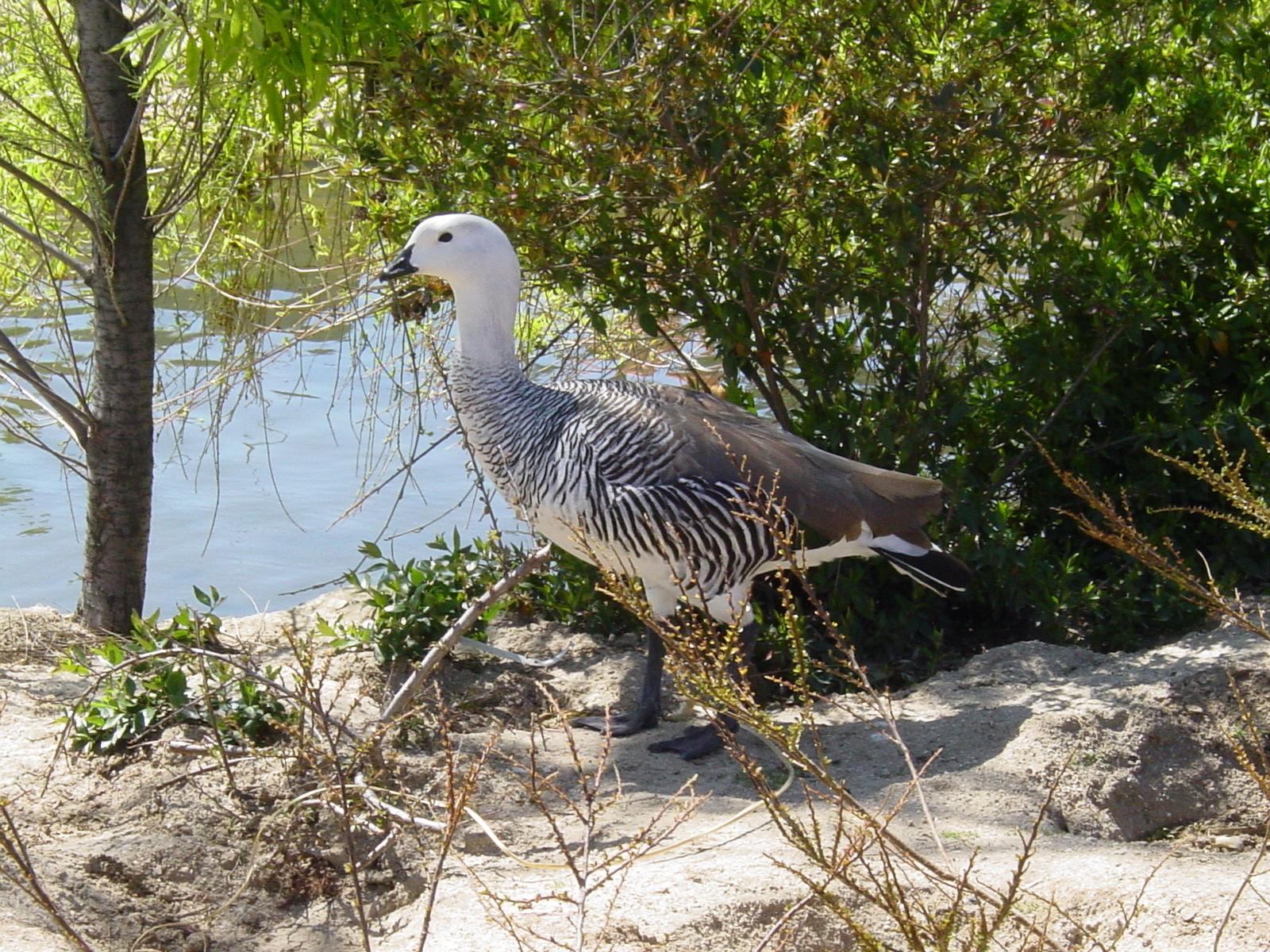
Ouette de Magellan ou Chloephaga picta

## Géographie
- Longueur maximale sens nord-sud 25 km
- Largeur 5 km
- Superficie 58 km², mais à cause des côtes basses, une variation du niveau de la mer se traduit par de considérables variations de surface
- Profondeur maximale 1,5 mètre - moyenne 80 cm
- volume 46 500 000 m3.

La lagune est au centre du bassin de la Laguna de Mar Chiquita, qui recouvre partiellement les partidos de Mar Chiquita, General Madariaga, Maipú, Ayacucho, Tandil, Balcarce, General Pueyrredón et Villa Gesell, soit 1 million d'hectares bien arrosés ou 10 000 km2.
La lagune reçoit ainsi l'apport des petites rivières d'eau douce de son bassin, qui naissent dans le système de la Sierra de Tandíl (principalement les arroyos Vivoratá et Dulce, mais aussi Chico, De las Gallinas, Grande, et De los Huesos). Comme elle comporte une entrée d'eau salée de la mer argentine, il en résulte une salinité particulière qui en fait un écosystème unique. Les volumes apportés par les deux milieux se traduisent par des variations de salinité à l'intérieur de la lagune, les régions les plus proches du chenal d'évacuation étant les plus salées. La salinité générale augmente en été, période de forte évaporation.
L'albufera de Mar Chiquita est la seule formation de ce type en Argentine, ce qui lui confère une grande valeur au sein du patrimoine naturel du pays.

## Réserve de biosphère et Parque Atlántico Mar Chiquito

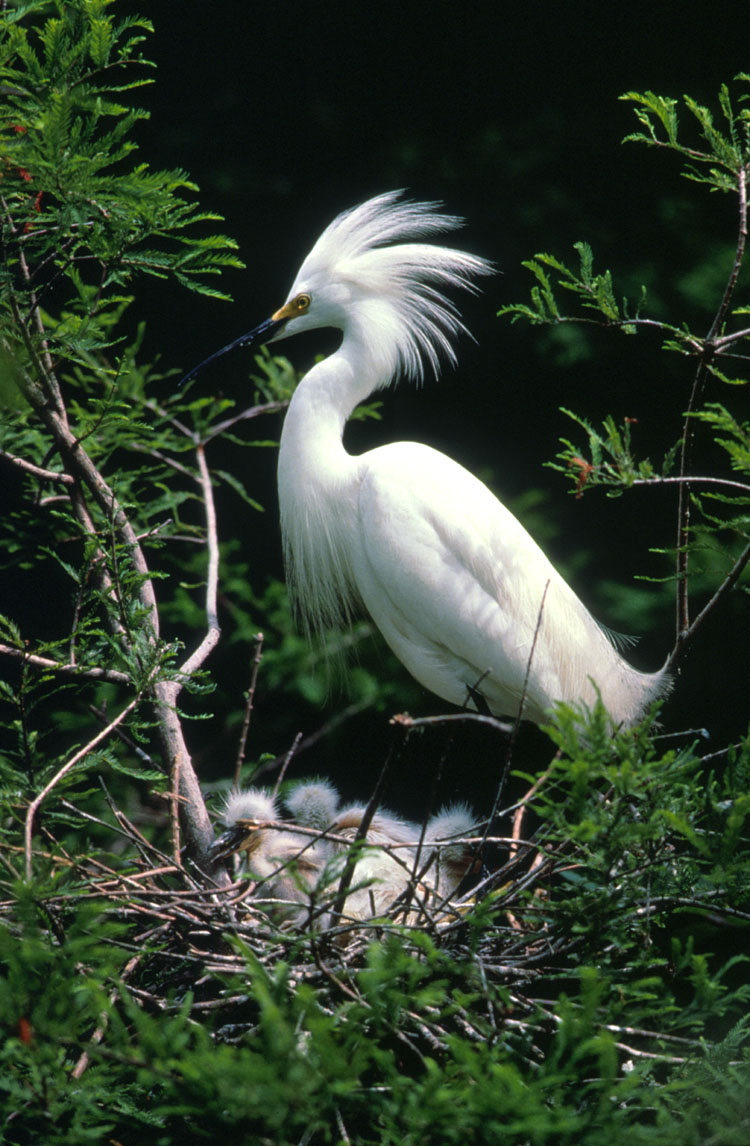
Aigrette neigeuse

## Flore
La lagune est située en bordure de la région pampéenne et la végétation environnante a donc les caractéristiques steppiques de celle-ci. On y trouve surtout des prés salés où poussent des joncs (juncus), et d'autres espèces. Il existe aussi un arbre natif, le tala ou celtis spinosa, dont une région proche constitue un des points les plus australs de son habitat (à Talar del Rincón). Grâce au vent et aux oiseaux, des exemplaires de tala sont aussi apparus dans les limites la Réserve.

## Faune

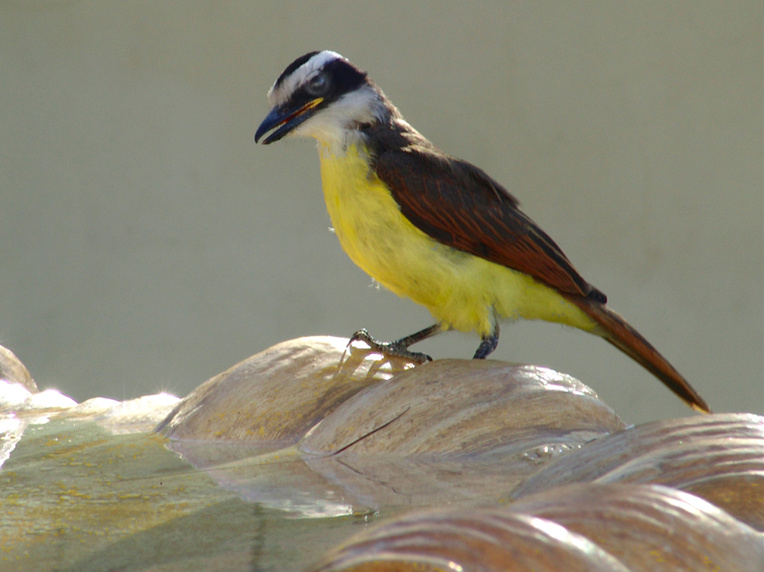
Un Tyran quiquivi Pitangus sulphuratus se rafraîchissant.

La richesse principale de la faune réside dans les oiseaux et les poissons, ce qui n'exclut pas du tout d'autres groupes. En effet on y trouve en quantité des ragondins ou coipos, des capybaras ou carpinchos, des tucotucos ou ctenomys, des chats des pampas ou gatos salvajes, des peludos, des mulitas, des microcavia australis ou cuises, des renards des pampas ou renards gris, et bien d'autres mammifères encore.

### Ichtyofaune
La lagune est renommée pour la pêche de ses soles (pseudorhombus isosceles). Il y est aussi possible de pêcher de superbes pejerreys en hiver, ainsi que d'énormes lisas et courbines noires (corvinas negras) en été. Bien qu'à l'intérieur de la lagune la pêche soit bonne, le meilleur endroit est l'embouchure de la lagune dans la mer. Là se trouve un canal qui unit lagune et mer et qui suivant l'horaire des marées permet soit l'entrée d'eau de mer vers la lagune (marée haute), soit la sortie de celle-ci vers la mer. C'est l'entrée et la sortie d'eau qui détermine la présence de soles, à la recherche des bancs de pejerreys qui entrent ou sortent de la lagune.
Le meilleur endroit se situe face à une petite localité qui borde ce canal. Les habitants de l'endroit traversent le chenal en barque, et se retrouvent dans un endroit champêtre et venteux, mais désert, où il n'y a aucun service ni habitants, mais où ils peuvent pêcher de très gros exemplaires. On y pêche des soles de deux à dix kilos. Les meilleurs mois sont les mois d'été.
Comme poissons, les principaux sont les courbines (pogonias cromis), les lisa (mugil brasiliensis), les pejerreys, les soles, etc.).

### Avifaune
En été on peut observer des dizaines d'espèces d'oiseaux qui vivent et migrent dans un milieu qui leur assure un grand espace d'eau douce.
On a enregistré non moins de 168 espèces dans la Réserve de la biosphère, réparties en une cinquantaine de familles. Les familles les mieux représentées sont les tyrannidae (quiquivi ou benteveo (churrinche, etc.), les laridae (goélands et mouettes), les furnariidae (furnarius ou horneros, canasteros (genre asthenes), etc.), les scolopacidae (chorlos), et les anatidae (canards), avec chacune plus de 10 espèces.
Dans la lagune seule, il y a 88 espèces réparties en 27 familles dont les plus représentées sont les anatidae, laridae, scolopacidae, charadriidae (chorlitos ou pluviers), tyrannidae, furnariidae, podicipedidae (grèbes ou macás), ardeidae (hérons et aigrettes) et rallidae (poules d'eau ou gallaretas).
Dans la Réserve il y a deux régions. Au sud prédominent les espèces marines et au nord les espèces continentales et d'estuaires.